# Гаковница

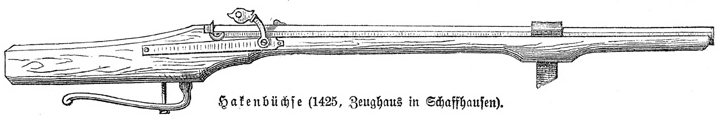
Гаковница (крюковое ружьё), аркебуза с фитильным замком. Согласно «Лексикону Мейера 1885-90» из цейхгауза (арсенала) крепости Шафхаузен, датировано примерно 1425 годом.

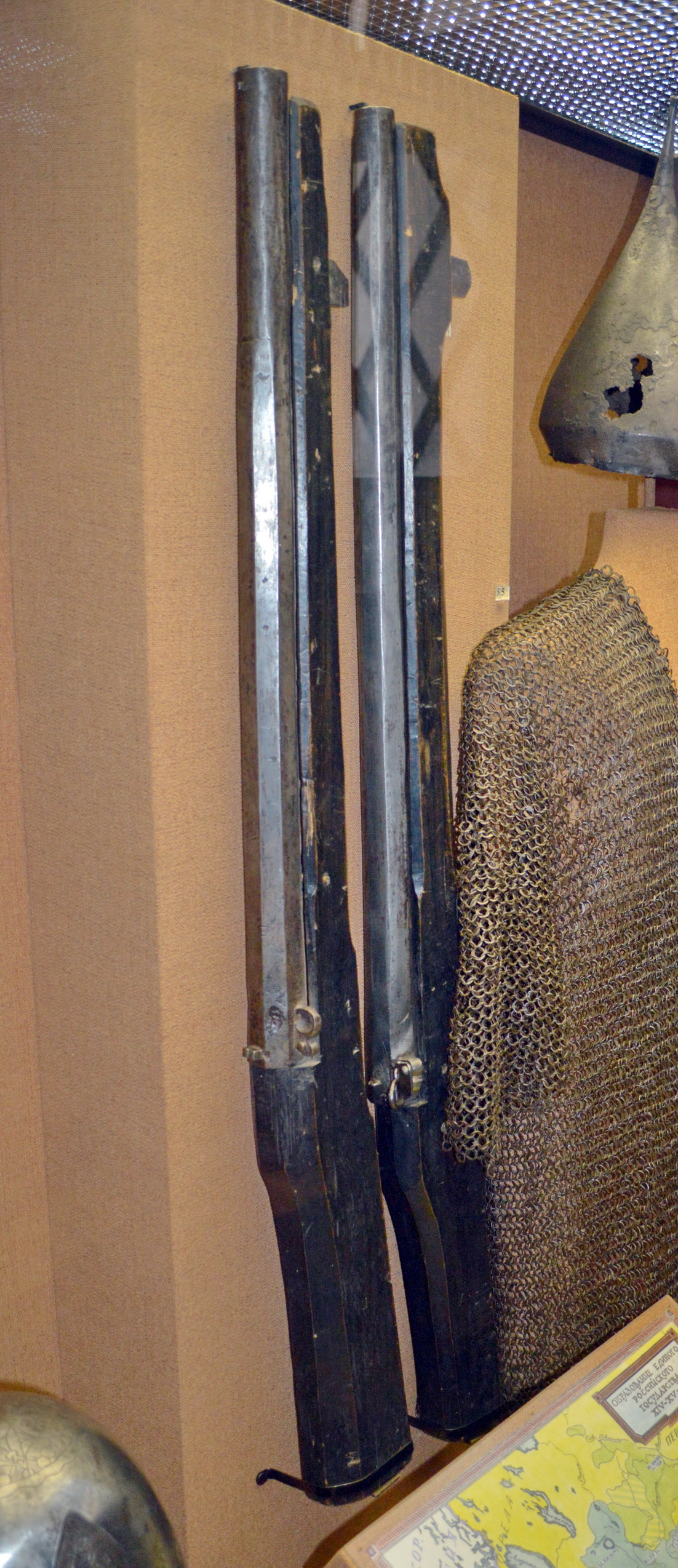
Гаковницы (ручницы, кулеврины с гаком), вторая половина XV века.

Гако́вница (нем. Hakenbüchse соответствовало фр. arquebuse — аркебуза) — европейское крепостное и полевое дульнозарядное ружьё XV—XVI веков с крюком («гаком») под стволом (у приклада), которым зацеплялись за крепостную стену или стену град-обоза, с целью уменьшения отдачи при выстреле из неё. 
В других источниках указано что Дупельтгак (гаковница) — двуствольное ручное огнестрельное оружие с крючком у приклада, и Гаковница, длинное, огнестрельное орудие, небольшого калибра, прилаженное к деревянному отрубку. В России часто использовался термин «затинная пищаль», то есть крепостная, предназначенная для стрельбы «из затина» (нутра крепости, острожка и вала, по самой стене).

«2 пищали затинныи да пищаль затинная переломлена, да 14 ручниц невеликих заржавели, а иные без станков, да зелья по смете за пуда с полтара, а весити было нечем, да свинцу пуд без четверти, да 707 ядер железных затинных пищалей»— Из описи арсенала, вывезенного из Соснового городища.

## История
Изделия разделялись на тяжёлые (двойные) — на опоре, обслуживаемые двумя стрелками; и лёгкие, обслуживаемые одним или двумя людьми, называемые также ручницами.
Стволы могли быть набраны из стальных полос, скреплённых стальными же обручами, посредством кузнечной сварки, коваться из железа, отливаться из чугуна, и так далее, могли быть восьмигранными. 
Общая длина лёгкой гаковницы конца XV века — один метр, калибр 20 — 25 миллиметров, зажигательное отверстие находилось сбоку.
Пули были каменными, чугунными или свинцовыми. Поначалу порох воспламенялся от раскалённого прутка или фитиля, потом появляются более удобные фитильные замки. 
В XVII — XVIII веках бытуют гаковницы с пружинными фитильными замками, а также с колесцовыми и кремнёвыми.

... брал приступом епископский замок в гор. Владимире (его защищал сын Ивана Борзобогатого), имея до двух с половиной тысяч пешего и конного войска "з делы (пушками), гаковницами, ручницами и иными разными бронями"— Феодосий (Лазовский) // Русский биографический словарь : в 25 томах. — СПб.—М., 1896—1918.
Стрелковое оружие, оснащенное гаком и предназначенное для стрельбы с крепостных стен, применялось вплоть до Первой мировой войны .

## Галерея

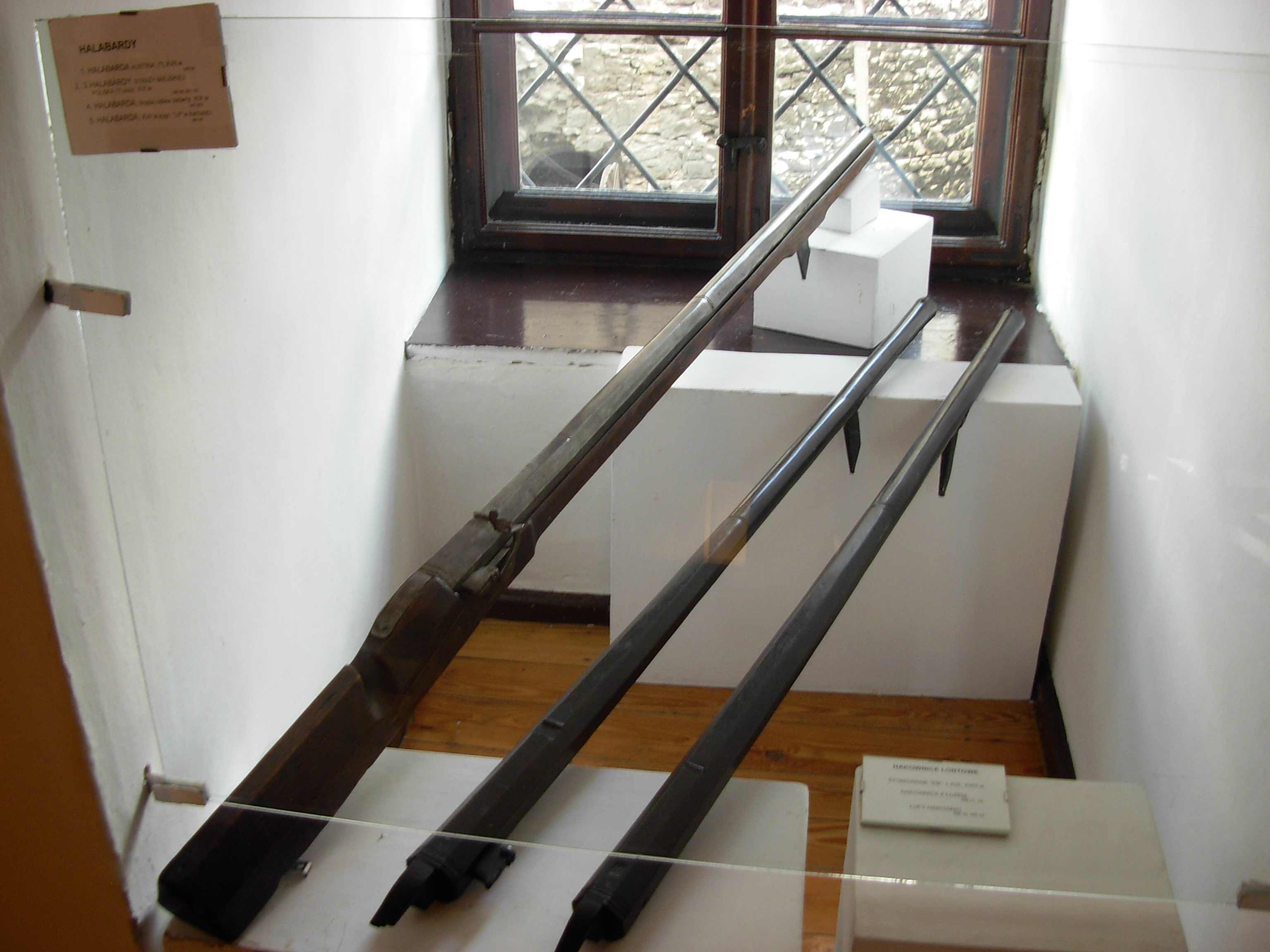
Гаковница в музее.
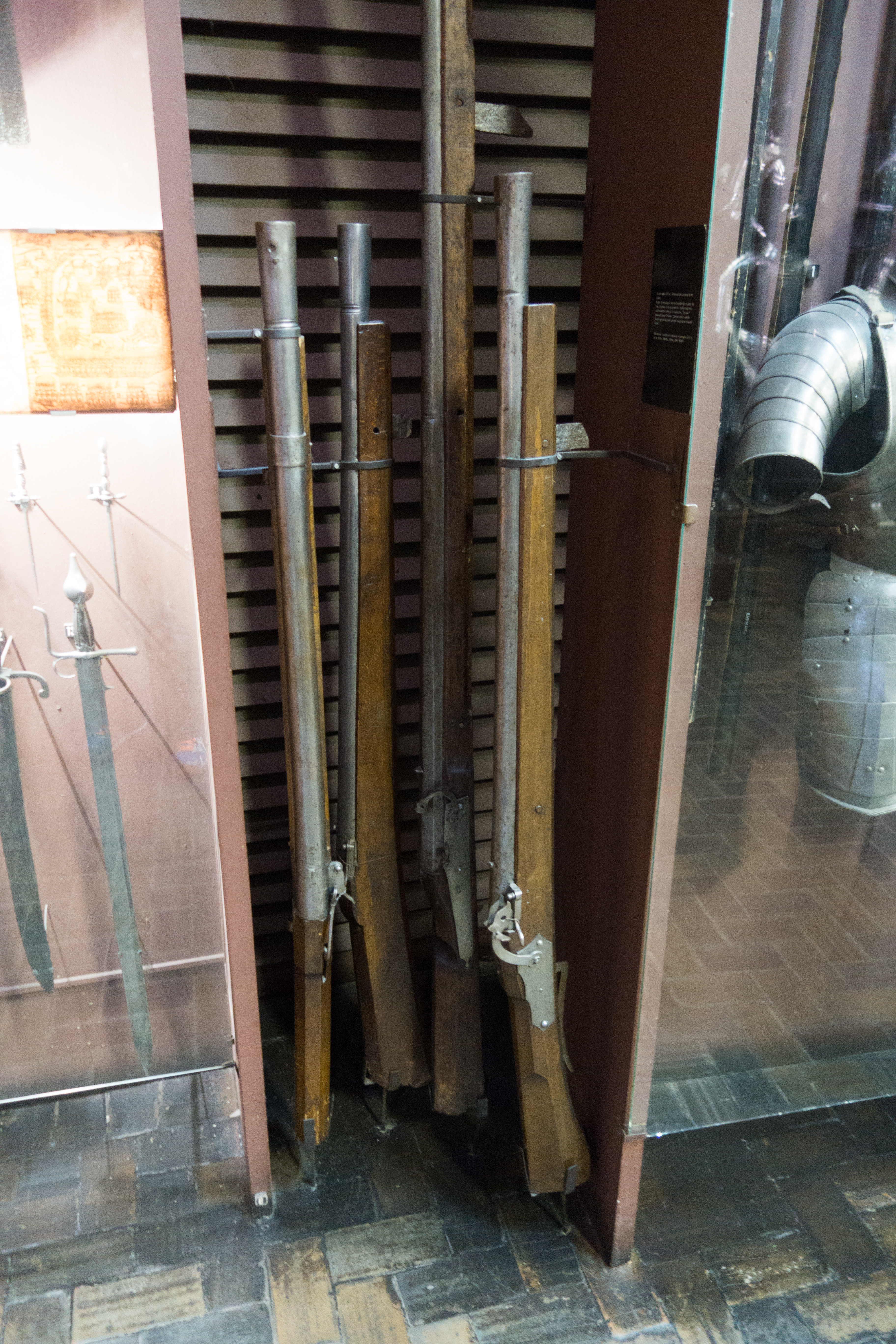
Гаковница в музее, Варшава.
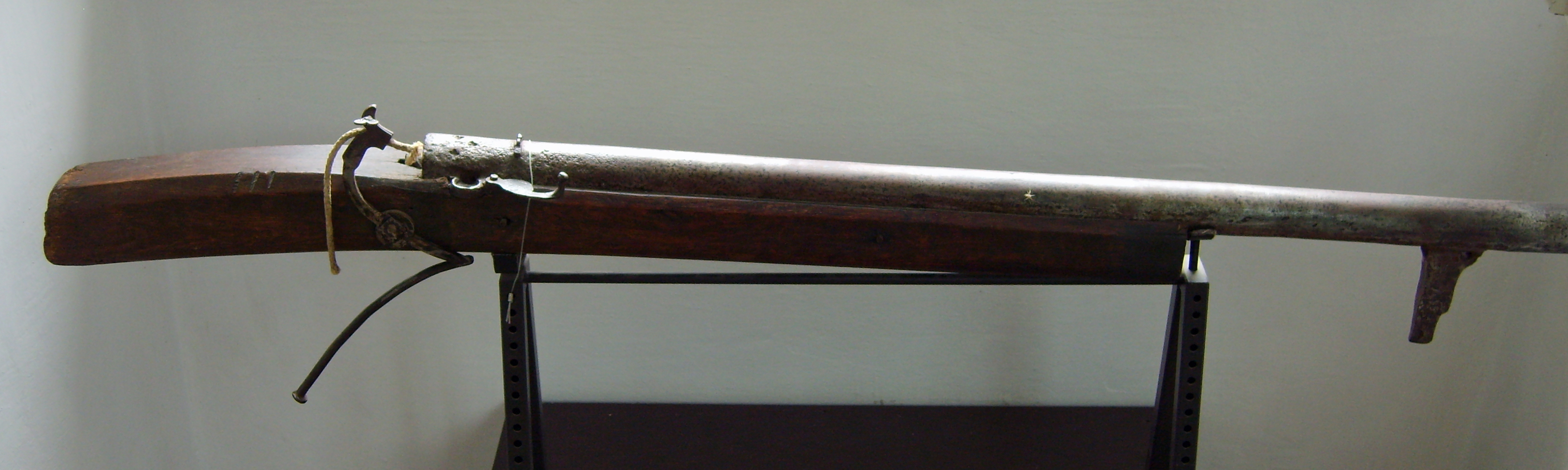
Немецкая гаковница, XVI столетия.
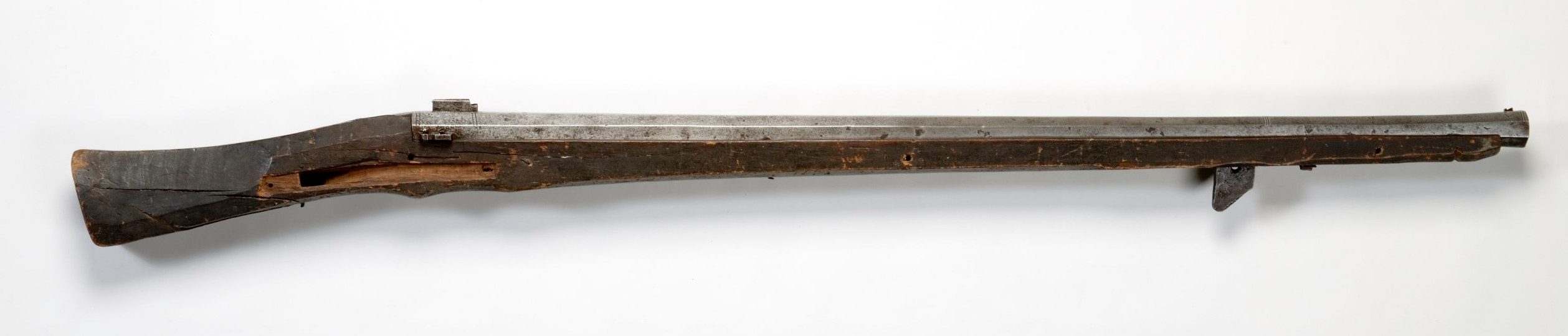
Шведская гаковница, XVI столетия.
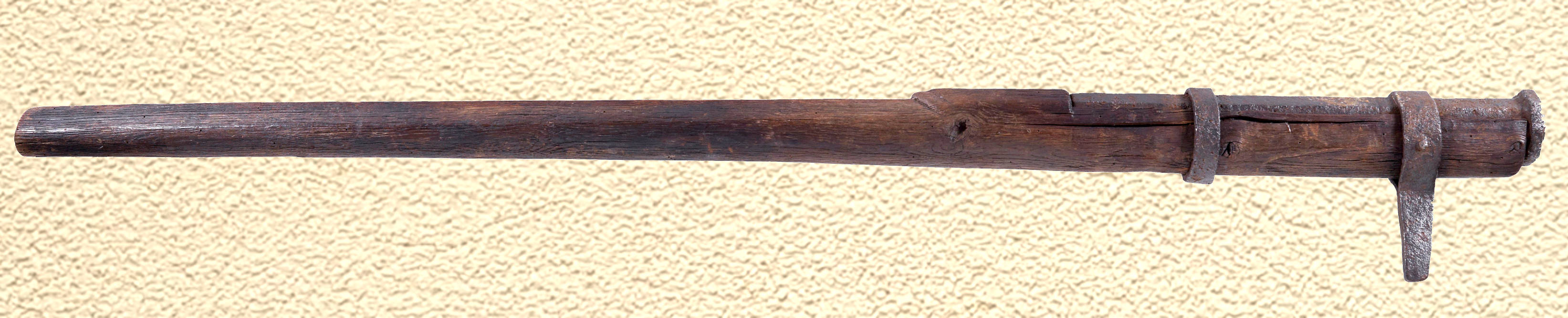
Гаковница (крюковое ружьё) с ручным воспламенением, калибр 29 мм «Двойной крюк», вторая половина XV века (1460 — 1480 года).
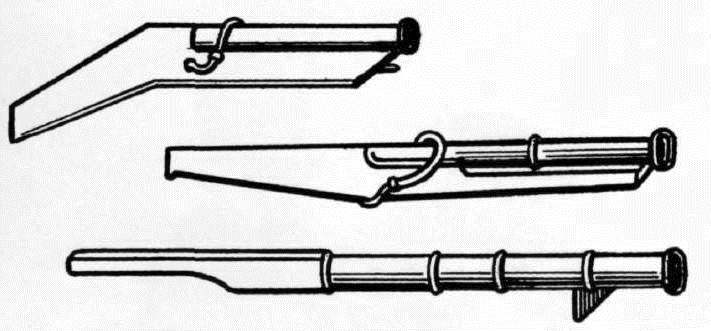
Ручные пищали конца XV века. Рисунок из итальянской рукописи Francesco di Giorgi Martini, 1468 года, Игорь Пахомов, «Пищальники Василия III» // «Цейхгауз» № 20 (4/2002 год). С. 8..